# Ludwig von Eimannsberger

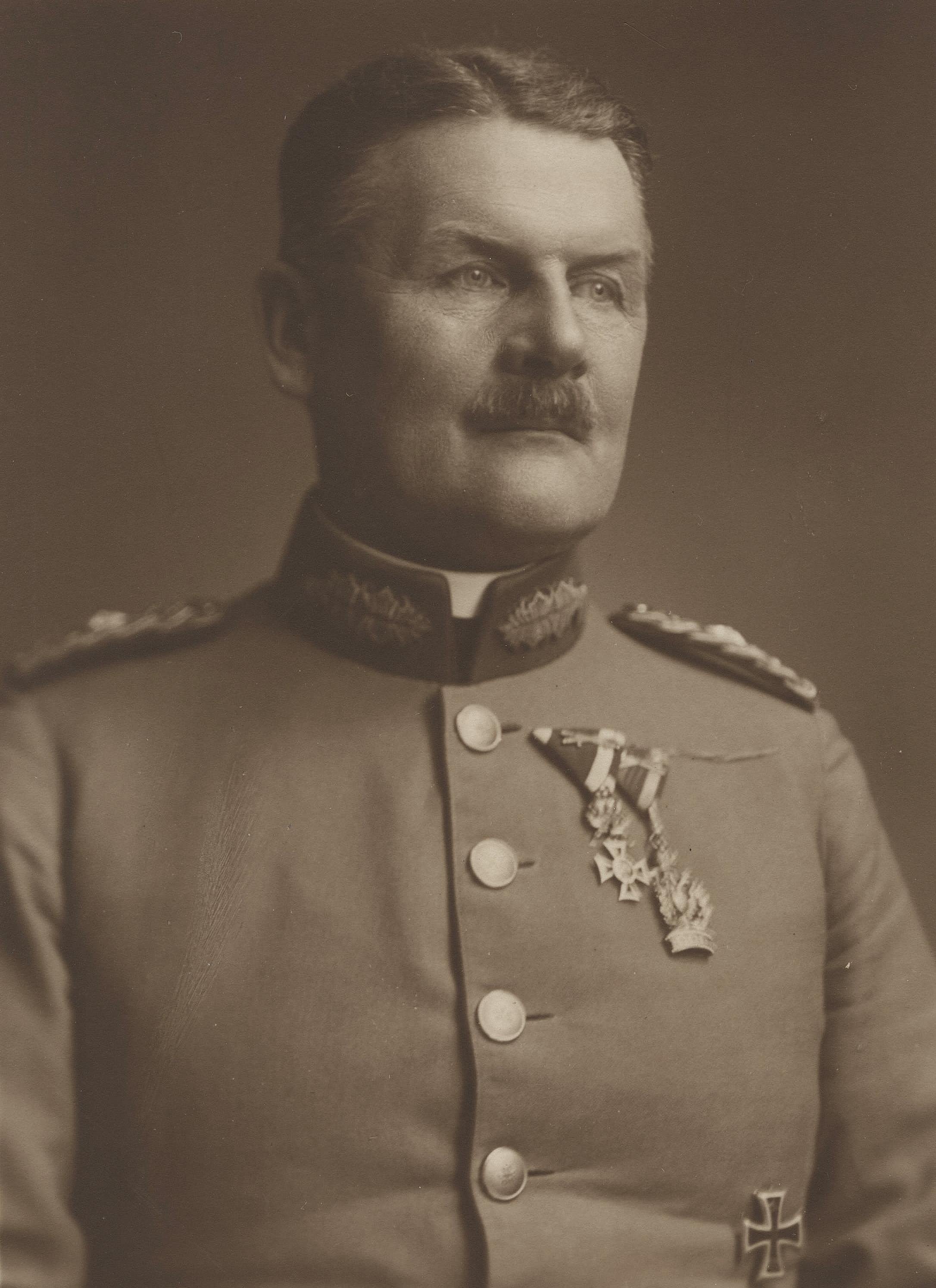
General Ludwig von Eimannsberger

Ludwig Alfred von Eimannsberger oder Ludwig Ritter von Eimannsberger (* 19. November 1878 in Wien; † 31. Juli 1945 in Innsbruck) war ein österreichischer Offizier. Er war General der Artillerie und Heeresinspektor des Bundesheeres in der Ersten Republik Österreich sowie Stratege und Visionär des Panzerkriegs bzw. der Verwendung von gepanzerten Großverbänden im Gefecht der verbundenen Waffen.

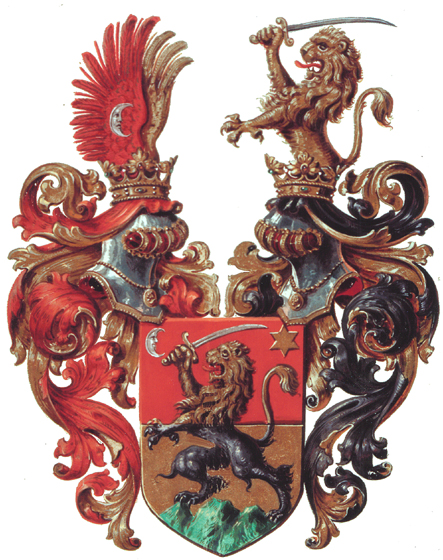
Wappen der Ritter von Eimannsberger

## Leben

### Monarchie
Ludwig Alfred von Eimannsberger war der einzige Sohn des k.k. Majors Ludwig Matthäus Eimannsberger aus Wien und seiner Frau Ernestine, Tochter des k.k. Oberst Robert von Kutschenbach/Kutzschenbach Brigadekommandant des k.u.k. Ulanenregiment „Graf Auersperg“ Nr. 8. Der Vater war Berufsoffizier und hatte zuletzt bei dem k.u.k. Infanterie-Regiment Erzherzog Friedrich Nr. 52 gedient. Er wurde im Generalstab sowie als Lehrer verwendet und machte die Feldzüge 1859, 1866 und 1878 mit. Bei dem Okkupationsfeldzug in Bosnien erhielt er bei den Straßenkämpfen in Sarajevo am 19. August 1878 einen Brustdurchschuss und erlag am 4. September des Jahres seiner Verletzung. Aufgrund seines Todes wurde ihm posthum am 20. Oktober 1878 der Orden der Eisernen Krone III. Klasse mit Kriegsdekoration verliehen. Durch diese Ordensverleihung hatte seine Witwe Ernestine nach § 21 der Ordensstatuten den Anspruch, um taxfreie Erhebung in den erblichen Ritterstand anzusuchen, was sie am 28. Juni 1880 tat. Dem Ersuchen wurde am 14. September 1880 durch allerhöchsten Entschluss entsprochen.
Ernestine Eimannsberger und ihr Sohn Ludwig Alfred wurden somit in den Adelsstand erhoben und gehörten ab nun zur Zweiten Gesellschaft Österreich-Ungarns. Hierbei waren Nobilitierungen von Hinterbliebenen erst seit 1859 möglich und zudem sehr selten. Dieser Adel wird als systematisierter Adel oder Ordensadel bezeichnet und zählte zum untitulierten Adel, der etwa zwei Drittel der deutschsprachigen Adelslandschaft ausmachte. Im Jahr 1880 gab es rund 3000 deutschsprachige, untitulierte Adelsfamilien in Österreich-Ungarn, heute zählt diese Gruppe nur mehr um die 800 Familien.  Die Reduktion ergibt sich aufgrund des Salischen Rechtsprinzips, das besagt, dass der Adel nur im Mannesstamm bei ehelicher Abstammung vererbt werden kann. Ernestine von Eimannsberger, welche im Offiziersmillieu aufgewachsen war und nach einer eisernen Linie lebte, schickte ihren zehnjährigen Sohn Ludwig Alfred in die Militär-Unterrealschule in St. Pölten und von da in die k.u.k. Technische Militärakademie, an der Ludwig Alfred 1899 zum 11. Feldartillerieregiment in Budapest ausgemustert wurde. Von 1903 bis 1905 absolvierte er die Kriegsschule und kam dann als Generalstabsoffizier zu den Artilleriedirektoren in Sarajevo und Przemyśl, wo er mit seiner Frau Charlotte, der Tochter des k.k. Generalmajors Ludwig Vetter von Bruckthal Regiments-Kommandant des k.u.k. Dragonerregiment „Graf Montecuccoli“ Nr. 8, lebte.
Im Jahr 1910 kam sein erstgeborener Sohn Ludwig Karl in Przemyśl zur Welt, er wurde der Familientradition entsprechend Berufsoffizier im österreichischen Bundesheer und später in die Wehrmacht übernommen. Dort war er 1. Generalstabsoffizier in der 3. Gebirgs-Division im Ostfeldzug, zuletzt im Range eines Obersts. Zur Geburt seines ersten Sohnes wurde Ludwig Alfred von Eimannsberger Hauptmann des Artilleriestabes und Lehrer für Artillerieschießwesen und Waffenlehre an der k.u.k. Technische Militärakademie in Mödling. Als der Erste Weltkrieg ausbrach kam er als Artilleriereferent zum Stabe des siebenbürgischen XII. Korps und machte den Feldzug in Ostgalizien und Russisch-Polen mit und trug 1915 durch seine Vorschläge zur Eroberung der russischen Festung Iwangorod bei. Im Sommer 1916 war er Artilleriekommandant bei der Kaiserschützendivision in Südtirol und dann Artilleriereferent beim XV. Korpskommando am oberen Isonzo, bei dem er sich im Oktober 1917 am Durchbruch bei Karfreit hohe Verdienste erwarb, welche ihm das Ritterkreuz des Österreichisch-kaiserlichen Leopold-Ordens einbrachte. Noch während des Krieges kam 1918 seine Tochter Margarete und dann 1919 sein zweiter Sohn Robert zur Welt. Dieser wurde 1939 als Student der technischen Hochschule in Wien einberufen und starb am 10. Jänner 1943 als Oberleutnant der 44. Infanterie-Division bei der Schlacht um Stalingrad, als die von ihm befehligte Artilleriestellung im Rossoschkatal einen Volltreffer erhielt.

### Erste Republik

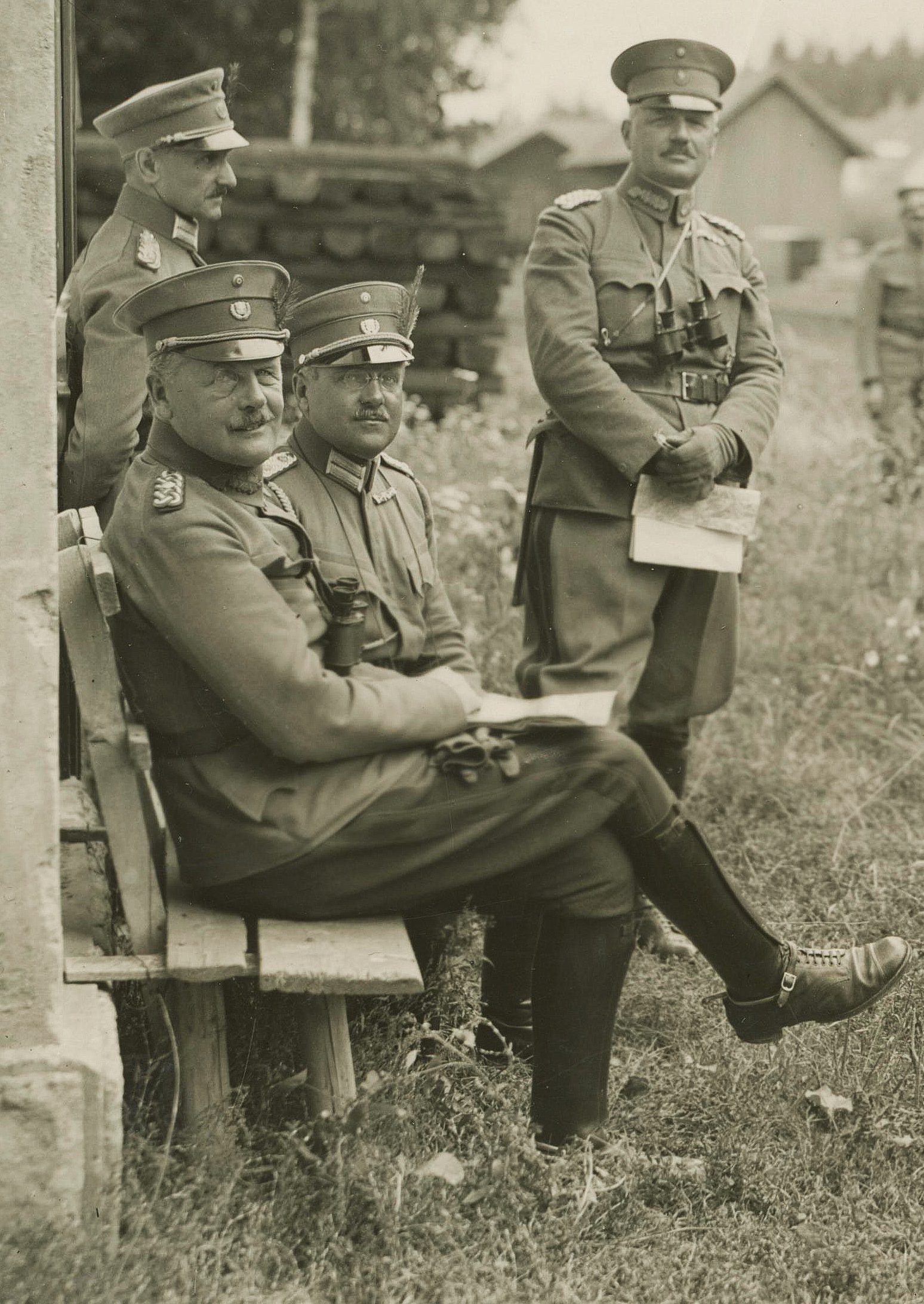
Gen. Eimannsberger bei einem Manöver (Foto aus dem Familienfundus)

Nach dem Zusammenbruch der Donaumonarchie setzte sich von Eimannsberger dafür ein, dass das klein gewordene Österreich trotz der auferlegten Beschränkungen im Rahmen des Möglichen eine Armee zur Verfügung hatte. Er wurde als Oberst in das Bundesheer übernommen und war als Lehrer an der Offiziersschule tätig. Ab 1926 leitete er die waffentechnische Abteilung im Bundesministerium für das Heereswesen als Inspektor der Artillerie. Im Jahr 1927 wurde er Sektionschef. zuletzt war er bis zum 28. Februar 1930 Heeresinspektor des Bundesheeres und somit der ranghöchste Offizier Österreichs. Er ging 1930 in Ruhestand und war als Autor tätig.

### Zeit des Nationalsozialismus
Im Jahr 1938 begann seine erneute militärische Verwendung als General der Artillerie z. V., er wurde aber vorerst nicht weiter eingesetzt, da die Wehrmacht zu Anfang des Krieges alle hohen Offiziere aus Österreich stark zurückstufte. 1940 erhielt er eine nicht angemessene Funktion eines höheren Artillerie-Offiziers beim Stab des Oberkommandos Ost, in der er sich jedoch nach ein paar Monaten der Untätigkeit als entbehrlich empfand und um seine Entlassung ansuchte. 1943 wurde er aus der z.V.-Stellung des Heeres entlassen. Im April 1945, kurz vor der Besetzung Wiens durch die Rote Armee, verließ von Eimannsberger mit seiner Frau Charlotte sein Haus in Mödling und fuhr nach Innsbruck zu seiner Tochter Margarete. 1951, sechs Jahre nach dem Tode von Eimannsbergers, starb sein erstgeborener Sohn an einer Kriegsverletzung und es blieb nur mehr dessen 13-jähriger Sohn Ludwig Harald als Träger der Linie Ritter von Eimannsberger.

## Werk

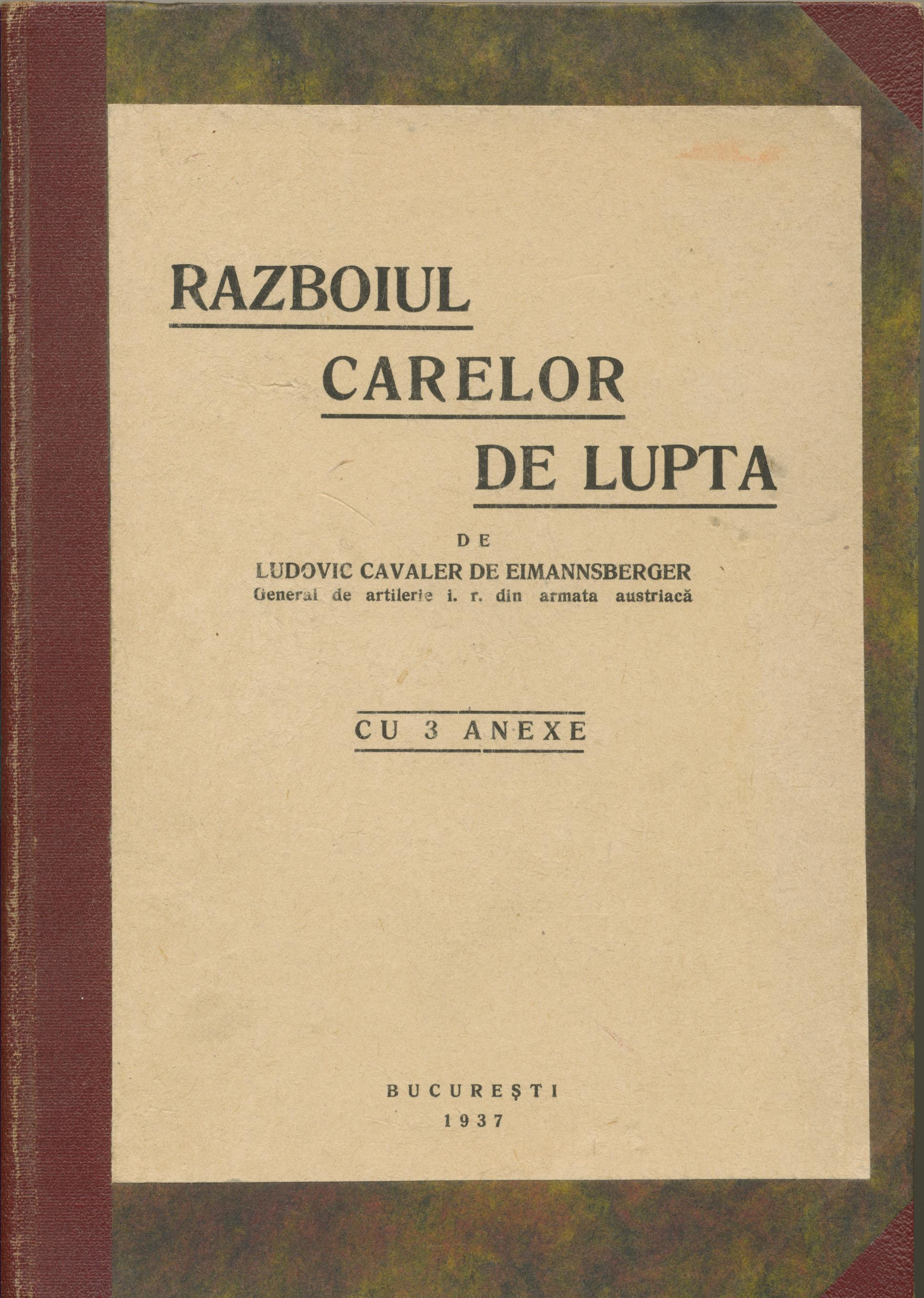
Der Kampfwagenkrieg von Eimannsberger, rumänische Ausgabe (es gab auch Ausgaben in Französisch, Polnisch und Russisch)

In seinem ersten Ruhestand ab 1930 begann für Eimannsberger ein neuer Lebensabschnitt, in dem er als wissenschaftlicher, militärtechnischer Privatgelehrter fungierte. Hierbei galt seine ganze Aufmerksamkeit dem neuen Kriegsgerät, welches 1917 und 1918 den Kampf revolutioniert hatte. Eimannsberger durchforschte  das für die Mittelmächte verhängnisvolle Geschehen, das durch den Einsatz von Panzerkampfwagen heraufbeschworen wurde. Aus seinen Analysen zog er Schlüsse, die er mit folgenden Worten umriss: „Die Reiterei ist tot, neben den Tanks ist kein Platz mehr für sie. Aber ihre Aufgaben sind geblieben, für deren Lösung wird man in Zukunft Panzergeschwader bestimmen müssen!“ Weiter liest man in den wissenschaftlichen Arbeiten Eimannsbergers, die schon die Panzerstrategien des Zweiten Weltkrieges vorzeichneten: „Angriff ist Feuer und Bewegung, und diese beiden Elemente vereinigt der Panzerkampfwagen in einem Kampfgerät!“ Diese vorausahnenden Theorien Eimannsbergers wurden im Zweiten Weltkrieg mit dem Blitzkrieg praktisch unter Beweis gestellt.
Schon 1933 versuchte Eimannsberger sein Buch Der Kampfwagenkrieg zu verlegen, jedoch war die Veröffentlichung schwieriger als gedacht. Somit wurde das Buch erst 1934 gedruckt. Generaloberst Heinz Guderian, beeinflusst durch das Buch von Eimannsberger, stellte in seinem Buch Achtung – Panzer! von 1937 ähnliche Theorien vor, wobei er die Theorie erfolgreich in die Praxis umsetzen konnte. Eimannsberger hingegen blieb Theoretiker, jedoch war es sein Werk, auf dessen Erkenntnissen die Panzerkämpfe des Polenfeldzuges, des Westfeldzuges sowie zu Beginn des Krieges mit der Sowjetunion basierten. Eimannsberger fand jedoch keine Anerkennung, da Guderian auf Grund seiner Erfolge als Truppenführer deutlich herausragte.
Im Herbst 1943 schrieb Eimannsberger ein kurzes, nie veröffentlichtes Manuskript In eigener Sache (vorhanden im Wiener Kriegsarchiv), in dem er enttäuscht schreibt, dass er mit der Rolle, die ihm Guderian in der Geschichte der Panzerwaffe zuweist, absolut nicht einverstanden ist, da die deutsche Panzertruppe zu Beginn des Zweiten Weltkrieges nach seinen ureigensten Gliederungen und Gefechtsgrundsätzen geführt wurde und er somit der Schöpfer der Deutschen Panzerwaffe sei. Die tragende Rolle Eimannsbergers wurde erst in den letzten Jahrzehnten international bestätigt. Abschließend betrachtet erkannten in der Zwischenkriegszeit nur eine Handvoll Offiziere die wahren Möglichkeiten einer zukünftigen Panzerwaffe. Darunter befanden sich die Franzosen General Aimé Doumenc, General Jean Baptiste Estienne und General Charles de Gaulle, dann die Briten Captain Basil Liddell Hart und General John Frederick Charles Fuller, der Österreicher General Eimannsberger und die Deutschen Offiziere General Oswald Lutz, General Walther Nehring und Generaloberst Heinz Guderian. Trotz dieser internationalen Erkenntnis wie man mit Panzern richtig kämpft, setzten zu Beginn des Kriegs nur die Deutschen diese Ideen in die Tat um. Sie überrannten zu Anfang des Zweiten Weltkrieges alle alliierten Panzerstellungen.

## Wohnsitze
Das Elternhaus des Ludwig Matthäus von Eimannsberger stand in der Neubaugasse 23 in Wien und war von seinen Großeltern 1791 erstanden worden. Nach dem frühen Tode seiner Eltern wurde dieses Haus von seinem Vormund 1837 für seine Ausbildung verkauft. Seine Frau Ernestine geb. von Kutschenbach kam vom Rittergut Kaimberg bei Gera, das ihr Vorfahr Heinrich Friedrich von Kutzschenbach, herzoglicher Landkammerrat, 1766 erstanden hatte. Ludwig Alfred von Eimannsberger wohnte mit seiner Familie in seinem Haus in der Lärchengasse 9 in Mödling bei Wien. Das Landhaus in Mutters und die Teilhaberschaft am Hotel Kreid in Innsbruck kamen durch die Heirat von Ludwig Karl von Eimannsberger mit Sieglinde Liensberger-Kreid in die Familie der Ritter von Eimannsberger. Das Hotel Kreid wich 1971 einem Neubau, das Landhaus in Mutters wurde nach Erbstreitigkeiten 2020/21 verkauft und 2022 geschliffen.

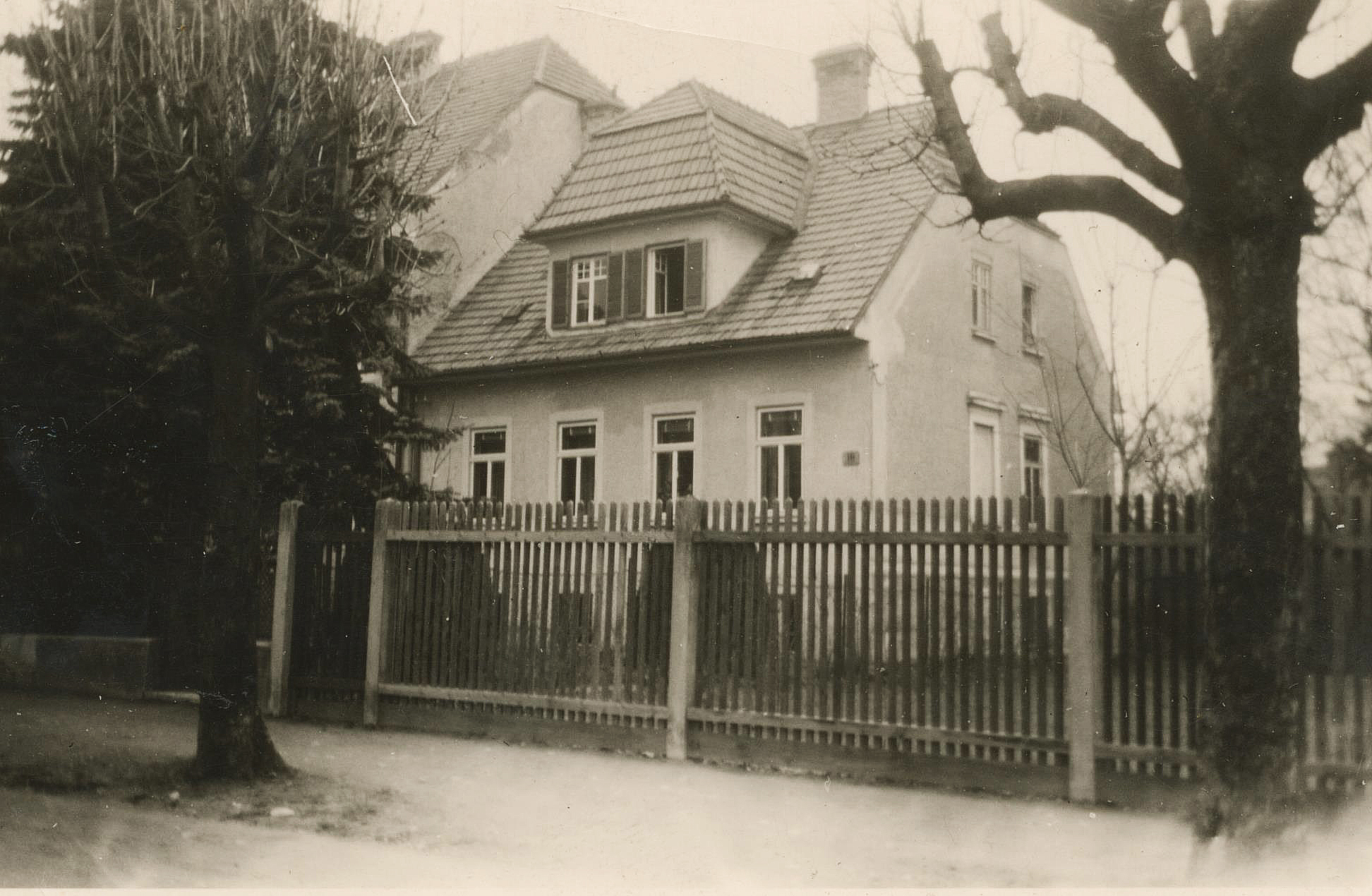
Haus Lärchengasse 9, Mödling bei Wien 1920
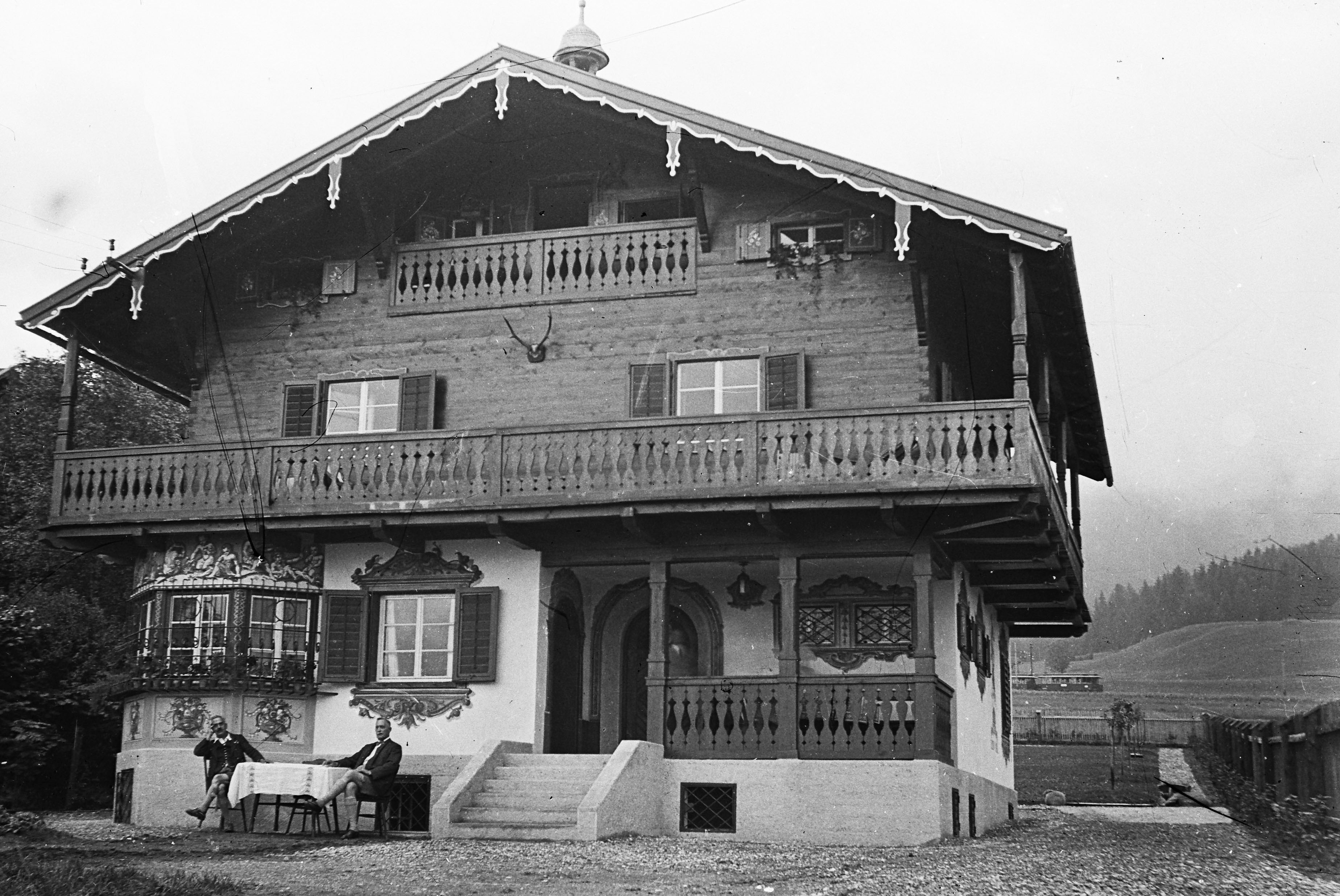
Landhaus in Mutters 1929
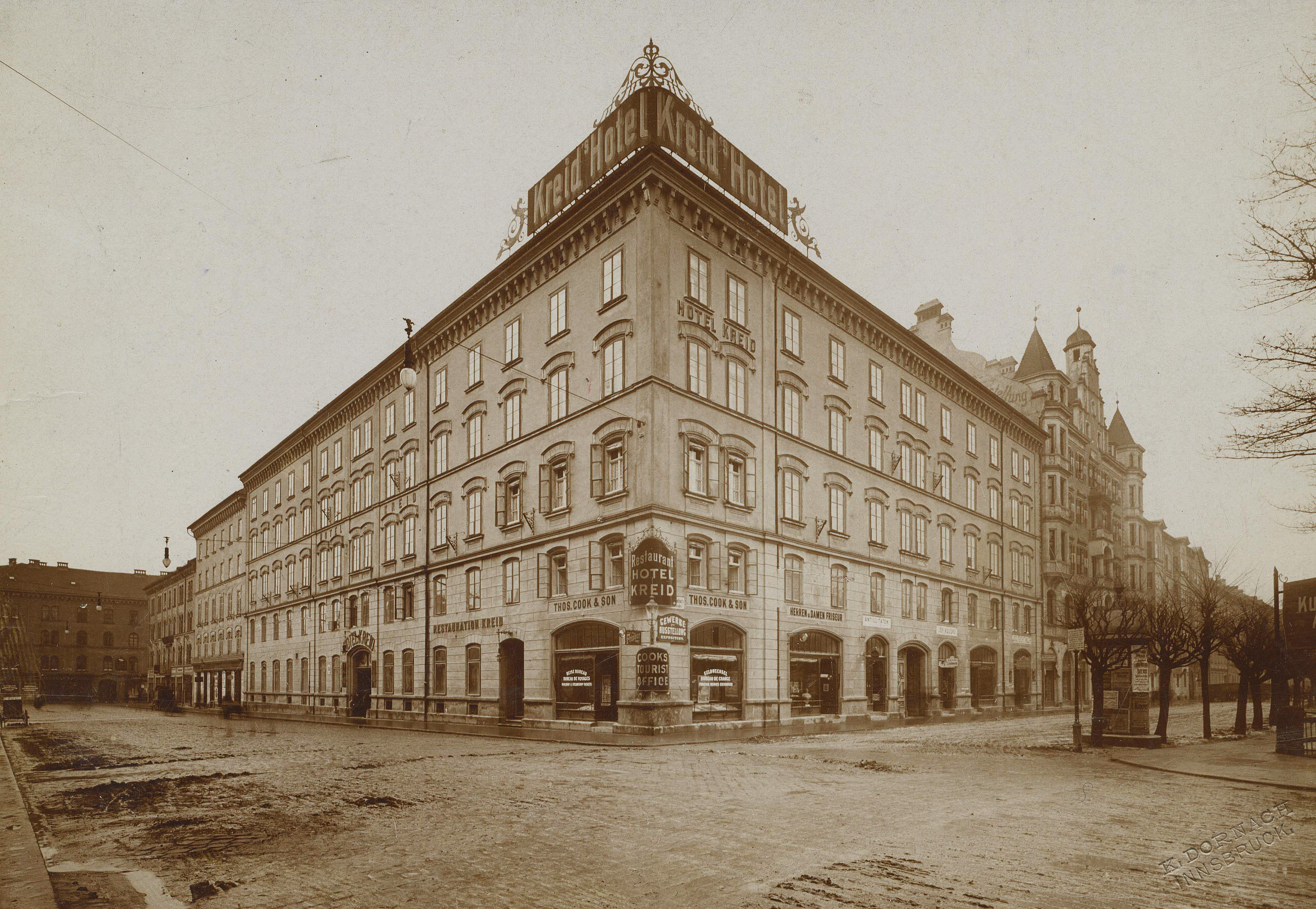
Hotel Kreid in Innsbruck 1890

## Schriften
- Der Kampfwagenkrieg. Verlag J. F. Lehmann, München 1934.